# Козиряцький Максим Сергійович
Максим Сергійович Козиряцький (нар. 20 квітня 1981) — український футбольний арбітр.

## Кар'єра
Максим Козиряцький почав свою кар'єру арбітра в 2001 році з регіональних змагань. З 2010 року працював на матчах Першої ліги. У Кубку України перетинався з представниками елітного дивізіону у 2015 році за участю «Ворскли», а в сезоні 2017/18 зафіксував кубкову перемогу «Маріуполя» над «Таврією».
На початку 2018 року разом із Володимиром Міланичем був включений у список арбітрів, що обслуговують матчі Прем'єр-ліги